# Xanca d'ulleres
La xanca d'ulleres (Hylopezus perspicillatus) és una espècie d'ocell de la família dels gral·làrids (Grallariidae).

## Hàbitat i distribució
Habita el terra de la selva pluvial, a les terres baixes fins als 1200 m a Hondures, sud-est de Nicaragua, Costa Rica, Panamà, oest i nord de Colòmbia i oest de l'Equador.